# Traité de paix tigré-éthiopien
 (novembre 2022).
La mise en forme du texte ne suit pas les recommandations de Wikipédia : il faut le « wikifier ».
Les points d'amélioration suivants sont les cas les plus fréquents. Le détail des points à revoir est peut-être précisé sur la page de discussion.
- Les titres sont pré-formatés par le logiciel. Ils ne sont ni en capitales, ni en gras.
- Le texte ne doit pas être écrit en capitales (les noms de famille non plus), ni en gras, ni en italique, ni en « petit »…
- Le gras n'est utilisé que pour surligner le titre de l'article dans l'introduction, une seule fois.
- L'italique est rarement utilisé : mots en langue étrangère, titres d'œuvres, noms de bateaux, etc.
- Les citations ne sont pas en italique mais en corps de texte normal. Elles sont entourées par des guillemets français : « et ».
- Les listes à puces sont à éviter, des paragraphes rédigés étant largement préférés. Les tableaux sont à réserver à la présentation de données structurées (résultats, etc.).
- Les appels de note de bas de page (petits chiffres en exposant, introduits par l'outil «  Source ») sont à placer entre la fin de phrase et le point final[comme ça].
- Les liens internes (vers d'autres articles de Wikipédia) sont à choisir avec parcimonie. Créez des liens vers des articles approfondissant le sujet. Les termes génériques sans rapport avec le sujet sont à éviter, ainsi que les répétitions de liens vers un même terme.
- Les liens externes sont à placer uniquement dans une section « Liens externes », à la fin de l'article. Ces liens sont à choisir avec parcimonie suivant les règles définies. Si un lien sert de source à l'article, son insertion dans le texte est à faire par les notes de bas de page.
- La présentation des références doit suivre les conventions bibliographiques. Il est recommandé d'utiliser les modèles {{Ouvrage}}, {{Chapitre}}, {{Article}}, {{Lien web}} et/ou {{Bibliographie}}. Le mode d'édition visuel peut mettre en forme automatiquement les références.
- Insérer une infobox (cadre d'informations à droite) n'est pas obligatoire pour parachever la mise en page.

Pour une aide détaillée, merci de consulter Aide:Wikification.
Si vous pensez que ces points ont été résolus, vous pouvez retirer ce bandeau et améliorer la mise en forme d'un autre article.
Le traité de paix tigré-éthiopien est un traité de paix conclu le 2 novembre 2022 entre le gouvernement éthiopien, représenté par Rediwan Hussen, et le front de libération du peuple du Tigré, représenté par Getachew Reda (en) (FLPT) à l'issue de la guerre du Tigré.

## Contexte

### Guerre du Tigré
La guerre du Tigré débute en novembre 2020, dans la région du Tigré en Éthiopie. Le conflit oppose d'un coté le gouvernement éthiopien et l'Érythrée, et le TPLF de l'autre.
Le 20 décembre 2021, après que le gouvernement a réussi à repousser une incursion vers Addis-Abeba, le TPLF a demandé un cessez-le-feu. Les combats ont ralenti et le 24 mars 2022, le gouvernement éthiopien a déclaré « une trêve humanitaire indéfinie ». L'Éthiopie et le TPLF ont initialement convenu de négocier une fin officielle de la guerre ; dans les mois qui ont suivi, cependant, les relations sont devenues de plus en plus hostiles, les deux parties s'accusant mutuellement de n'avoir aucun intérêt sincère pour la paix. À la fin août, les pourparlers de paix étaient au point mort,,.

### Nouvelles tentatives de pourparlers de paix
Des tentatives de renégociation d'un accord de paix ont été tentées tout au long de septembre et début octobre Le 7 septembre, le président du TPLF, Debretsion Gebremichael, a envoyé une lettre à l'ONU demandant la paix. Il a déclaré que si le Conseil de sécurité de l'ONU n'intervenait pas : 

« Nous proposons une cessation des hostilités qui comprend les quatre éléments suivants :
1. Une levée immédiate, inconditionnelle et totale du blocage des services essentiels.
2. Un accès humanitaire sans entraves, y compris des protocoles et des arrangements clairs et convenus à cet effet.
3. Le retrait des Forces érythréennes de toutes les parties du territoire éthiopien et tigréen, sous surveillance internationale, vers des positions où elles ne peuvent plus nous menacer.
4. Retour aux frontières constitutionnellement reconnues du Tigré telles qu'elles existaient avant le déclenchement des hostilités en novembre 2020. »

Le 5 octobre, le gouvernement éthiopien et les forces rebelles tigréennes ont accepté une invitation de l'UA à tenir des pourparlers de paix en Afrique du Sud, initialement prévus du 7 au 8 octobre. Cependant, les pourparlers ont été rapidement reportés, apparemment en raison d'une combinaison de facteurs, notamment une mauvaise planification, des problèmes logistiques, l'escalade rapide des combats et les inquiétudes du TPLF quant au manque d'informations disponibles sur la manière dont les pourparlers seraient menés,. Finalement, une nouvelle date pour les négociations de paix a été fixée au 25 octobre, où les pourparlers auraient lieu à Pretoria,.

## Négociation
Les pourparlers ont été négociés conjointement par l'envoyé de l'UA pour la Corne de l'Afrique, Olusegun Obasanjo, l'ancien président kenyan Uhuru Kenyatta, l'envoyé des États-Unis pour la Corne de l'Afrique, Mike Hammer (en), et l'ancien vice-président de l'Afrique du Sud, Phumzile Mlambo-Ngcuka,,. Le porte-parole du TPLF, Getachew Reda (en) et le conseiller éthiopien Rediwan Hussen à la sécurité nationale ont agi en tant que négociateurs principaux. Bien qu'initialement prévu pour durer du 25 au 30 octobre, ceux-ci ont été ensuite prolongé de quelques jours supplémentaires.
Les espoirs que ces pourparlers puissent arrêter définitivement la guerre étaient faibles. Les combats n'ont pas semblé ralentir, alors même que les discussions de paix avaient commencé. Les forces érythréennes en particulier, auraient encore été impliqués dans le meurtre de civils pendant la majeure partie de la période de négociation. Le 28 octobre, l'Éthiopie a exprimé sa méfiance à l'égard des motivations d'« entités occidentales » non précisées au cours du processus, affirmant que des allégations « non fondées et politiquement motivées » étaient faites au sujet de la guerre pour un programme « sinistre », que la « propagande irresponsable» du TPLF a été répété sans critique et a en outre déclaré que «des organisations vénérables et des acteurs bien intentionnés pourraient être des participants involontaires à cette campagne, ». Pourtant, malgré ces inquiétudes, les négociations se sont poursuivies.

### Signature
Le 2 novembre 2022, le gouvernement fédéral éthiopien et le TPLF ont publié une déclaration conjointe, dans laquelle ils déclarent qu'ils avaient « accepté de faire taire les armes de manière permanente et de mettre fin aux deux années de conflit dans le nord de l'Éthiopie, ». Obasanjo a expliqué que l'accord impliquerait un « désarmement systématique, ordonné, harmonieux et coordonné ».

## Termes du traité
Le traité contient un préambule et 15 articles, commençant par les objectifs de celui-ci (article 1), suivis des principes généraux qui sous-tendent le cessez-le-feu (article 2). L'article 13 ordonne aux deux parties de «mettre en œuvre le présent accord de bonne foi» et «d'éviter d'essayer de le saper».

### Cessation définitive des hostilités
Le traité interdit « toutes les formes d'hostilités », tant directes qu'indirectes ; cela inclut la participation à des guerres par procuration, l'utilisation de discours de haine, de propagande, de frappes aériennes ou de mines terrestres, ou la collaboration avec toute « force externe » hostile les unes contre les autres.

### Désarmement, démobilisation et réintégration
L'Éthiopie et le TPLF sont convenus qu'un canal de communication ouvert devrait être créé « dans les 24 heures » suivant la signature de l'accord. Les deux parties devaient également reconnaître que l'Éthiopie « n'a qu'une seule force de défense», que les forces rebelles tigréennes doivent «se démobiliser et se réintégrer », et que le TPLF doit complètement désarmer  dans les 30 jours suivant la signature,.

### Traitement des civils
Les deux parties sont convenues de respecter les lois internationales relatives aux droits humains et de protéger les civils contre les violations des droits humains. Des condamnations spécifiques ont été prononcées contre les actes de violence sexuelle et sexiste, la violence contre les enfants (y compris l'utilisation d'enfants soldats), la violence contre les femmes et les filles et la violence contre les personnes âgées.

### Aide humanitaire
Le gouvernement éthiopien doit autoriser l'aide humanitaire dans le pays dès que possible et réintégrer les personnes déplacées et les réfugiés dans la société éthiopienne, à condition que cela soit suffisamment sûr pour le faire. Les deux parties sont convenues de coopérer entre elles, ainsi qu'avec les agences humanitaires travaillant à la réunification des familles. Les deux parties ont également convenu de ne pas détourner l'aide et de veiller à ce qu'elle soit effectivement utilisée à des fins humanitaires.

### Mesures de confiance

#### TPLF
Le TPLF s'engage à :
1. Respecter l'autorité du gouvernement.
2. « S'abstenir d'aider et d'encourager, de soutenir ou de collaborer avec tout groupe armé ou subversif dans n'importe quelle partie du pays».
3. Respecter le « mandat constitutionnel du gouvernement fédéral» d'envoyer des troupes et des forces de sécurité au Tigré.
4. Ne pas enrôler, former ou déployer des forces militaires, ou agir en « préparation à un conflit ».
5. Respecter la souveraineté éthiopienne, et ne pas l'affaiblir, soit par eux-mêmes, soit par le biais de « relations avec des puissances étrangères».
6. Ne pas forcer un changement de gouvernement par des moyens anticonstitutionnels.

#### Gouvernement fédéral éthiopien
Le gouvernement accepte de :
1. Arrêter toutes les opérations militaires contre les « combattants du TPLF».
2. Rétablir les services essentiels au Tigré dès que possible.
3. Arrêter de désigner le TPLF comme groupe terroriste.
4. Fournir un accès humanitaire sans entrave au Tigré[31].

### Souveraineté et frontières internationales
Dans le cadre du traité, les FDNE seront déployées le long des frontières internationales de l'Éthiopie ; l'accord stipule qu'ils doivent « sauvegarder la souveraineté, l'intégrité territoriale et la sécurité du pays contre toute incursion étrangère et s'assurer qu'il n'y aura pas de provocation ou d'incursion de part et d'autre de la frontière ».
Les autorités fédérales prendront également le « contrôle total et effectif» de tout l'espace aérien, des aéroports et des autoroutes du Tigré.

### Rétablissement de l'autorité fédérale
Le traité stipule que le gouvernement fédéral éthiopien doit être autorisé à rétablir son autorité dans la région du Tigré, y compris dans la capitale, Mekele, et que « l'FDNE  et les autres institutions fédérales concernées doivent avoir un accord rapide, fluide, pacifique et coordonné à la ville ». En échange, le gouvernement garanti que le Tigré sera correctement représenté dans les institutions gouvernementales, afin de ne pas violer la constitution éthiopienne.

### Mesures de transitions
« Dans la semaine» suivant la suppression de la désignation de terroriste du TPLF - mais avant la tenue des élections - une « Administration régionale inclusive » devrait être mise en place ; une semaine après la suppression de la mention « terroriste », les deux parties doivent engager un dialogue politique pour « trouver des solutions durables ». L'Éthiopie a également accepté d'instituer une politique de justice transitionnelle qui visera à être responsable et véridique, et à rendre justice aux victimes.
En outre, les deux parties se sont engagées à résoudre les « problèmes des zones contestées », d'une manière conforme à la Constitution éthiopienne.

### Surveillance et conformité
Il a été convenu que ce processus doit être suivi et observé par un « Comité mixte », avec un représentant du gouvernement éthiopien, du TPLF et de l'Autorité intergouvernementale pour le développement (IGAD), tout en étant présidé par l'Union africaine à travers un « Panel de haut niveau ».

## Analyse

### Potentiel fin du conflit
Il y a une reconnaissance générale parmi les médiateurs, ainsi que certains observateurs extérieurs, que cet accord représente un pas vers la paix, mais que la vraie paix n'a pas encore été pleinement réalisée. Olusegun Obasanjo a déclaré, après la signature que « ce moment n'est pas la fin du processus de paix. La mise en œuvre du traité de paix signé aujourd'hui est essentielle à son succès ». Uhuru Kenyatta a déclaré que « la solution durable ne peut passer que par l'engagement politique et la capacité de s'adapter à nos différences », mais a averti que « le diable sera dans la mise en œuvre, ». Rama Yade, femme politique française et directrice principale du Conseil de l'Atlantique, a déclaré que si l'accord est un pas en avant, la paix n'a pas encore été réalisée. Elle a en outre déclaré que pour qu'une cessation des hostilités se transforme en paix, l'accord doit être mis en œuvre « de manière décisive » et les problèmes non résolus doivent être résolus.

### Désarmement du Tigré
Avant cet accord, le TPLF avait rejeté les appels au désarmement du gouvernement éthiopien, et des questions ont été soulevées quant à la manière dont il sera mis en œuvre. La présence continue de l'Érythrée au Tigré a été notée comme un obstacle potentiel à la réalisation de cet objectif,,. Benjamin Petrini de l'International Institute for Strategic Studies s'est interrogé sur les garanties de sécurité qui seraient fournies au TPLF, affirmant qu'il ne désarmerait pas complètement pour de « vagues promesses ».
The Global Society of Tigray Scholars and Professionals (GSTS), une organisation représentant 5 000 étudiants Tigréen, rejette catégoriquement la condition de désarmement. Alors qu'ils ont salué l'accord de paix dans son ensemble, ils ont fait valoir que le désarmement était «illogique» et «autodestructeur» pour le Tigré, et qu'il pourrait potentiellement saper le cessez-le-feu. Ils ont déclaré que confier toute la sécurité du Tigré à l'armée éthiopienne rendrait les Tigréens trop vulnérables à d'éventuelles attaques violentes, en particulier de la part de l'armée érythréenne et des forces régionales d'Amhara. L'organisation a plutôt fait valoir que les Forces de Défense Tigréenne (en)(TDF) devraient être renforcées, décrivant les actions des troupes alliées éthiopiennes et érythréennes comme génocidaires et, par conséquent, ne pas se voir confier la protection des Tigréens,.

### Érythrée
L'absence de l'Erythrée aux pourparlers de paix a été remarqué ainsi qu'après la signature du traité de paix,,,,,. Les autorités érythréennes n'ont fait aucune déclaration sur l'accord et n'ont pas non plus fait de commentaires. Il n'était pas clair non plus s'ils accepteraient le cessez-le-feu, et il a été suggéré que l'antagonisme de longue date du président érythréen, Isaias Afwerki envers le TPLF le dissuaderait de retirer les forces érythréennes,. Questionnés par l'agence de presse Reuters, le ministre des affaires érythréenne Osman Saleh a répondu qu'il n'avait pas de commentaires à faire et qu'«il venait de recevoir les documents». L'Érythrée s'est fermement positionné du côté du gouvernement éthiopien tout au long de la guerre et s'est vu attribuer la responsabilité d'atrocités très médiatisées telles que le massacre de Maryam Ts'iyon,.
Bien que l'Érythrée ne soit pas mentionnée, les sections du traité sur l'arrêt de «la provocation ou l'incursion de part et d'autre de la frontière» ont été interprétées par le correspondant pour l'Afrique de l'Est du New York Times, Abdi Latif Dahir, comme étant adressés à l'Érythrée. Alan Boswell de l'ONG International Crisis Group a également soutenu cette interprétation, affirmant que la disposition était peut-être «conçue pour assurer aux Tigréens que l'Érythrée se retirera». Le conseiller aux affaires de sécurité intérieur du premier ministre éthiopien,Redwan Hussein (en), a déclaré - lors d'une réunion tenue après la signature de l'accord - que l'Éthiopie et le Tigré étaient tellement occupés à se battre que cela «a ouvert la voie à une tierce partie pour nous saper davantage» et qu'elle «pourrait ne pas être intéressé par ce processus de paix» en faisant référence à l'Erythrée.
Etana Habte, professeur adjoint d'histoire à université James Madison, a déclaré que le choix de ne pas mentionner directement l'Érythrée était peut-être une tentative délibérée de l'aider à se conformer à l'accord, car l'Union africaine «n'a pas la capacité militaire de faire appliquer ses décisions et compte sur le soutien et l'alliance des pays membres».

### Amhara et conflits territoriaux
Alors que les forces de sécurité de la région d'Amhara ont également joué un rôle important pendant la guerre, les Amharas n'ont pas non plus été inclus dans les négociations. Au cours des premiers mois du conflit, les forces régionales d'Amhara ont pris le contrôle de la zone occidentale du Tigré - une zone qui était déjà la source d'un conflit intense entre l'Amhara et le Tigré, - et ont commis à ce qui a été décrit comme des crimes de guerres envers les Tigréens de la région comme un nettoyage ethnique. Le TPLF avait précédemment déclaré que le retour de la zone occidentale sous le contrôle du Tigré était une condition préalable non négociable à la paix. Le fondateur du Mouvement National Amhara (en) Dessalegn Chanie Dagnew et le groupe de défense Amhara Association of America ont tous deux salué la nouvelle de l'accord, mais ont également exprimé leur opposition à toute concession territoriale potentielle au Tigré.
Plusieurs médias s'accordent à décrire l'accord concernant les Amharas et les Tigréens comme « peu clair » et «laisse le problème en suspens»,,.

### Inquiétudes concernant les droits de l'homme
Le directeur d'Amnesty International pour l'Afrique orientale et australe, Muleya Mwananyanda, a exprimé son mécontentement à l'égard de l'accord de paix, déclarant que s'il s'agissait « d'un pas dans la bonne direction », il « n'offre néanmoins pas de feuille de route claire sur la manière d'assurer la responsabilité des crimes de guerre et crimes contre l'humanité » commis par toutes les parties pendant la guerre (en) . Mwananyanda a en outre souligné que les enquêteurs des droits de l'homme doivent bénéficier d'un « accès sans entrave" » afin que les victimes reçoivent justice.
Human Rights Watch a noté que les documents ne font pas de mentions explicites de nettoyage ethnique dans la zone occidentale, et a déclaré qu'il « manque généralement de détails sur la responsabilité formelle ». La Commission éthiopienne des droits de l'homme, créée par le gouvernement, a publié une déclaration indiquant que, pour que la paix soit durable, la mise en œuvre de l'accord « devrait être précédée et éclairée par une conversation nationale, authentique, consultative, inclusive et centrée sur les victimes ».
Filsan Abdi (en), une ancienne membre du conseil des ministres d'Abiy Ahmed (en), a déclarée dans une interview à PBS NewHour que parvenir à un accord pour mettre fin à la guerre, bien que nécessaire, ne devrait pas signifier qu'ils « renoncent à demander justice et à rendre des comptes » pour les victimes de violations des droits humains, et en particulier dans les cas de violences sexuelles contre les femmes et les filles. Filsan a démissionnée de son poste de ministre de la Femme, de l'Enfance et de la Jeunesse en septembre 2021, en réponse à ce qu'elle considérait comme une obstruction délibérée du gouvernement à la publication de rapports sur les violences sexuelles commises pendant la guerre (en).

## Réactions internationales
- Canada s'est félicité de l'accord, a félicité toutes les personnes impliquées dans le processus de paix et les a appelés à protéger les civils et à répondre aux « besoins humanitaires urgents » des Éthiopiens[55].
- Le porte-parole du ministère des Affaires étrangères, Zhao Lijian, a déclaré lors d'une conférence de presse que la Chine « salue et félicite » l'accord, soutient l'intégrité territoriale de l'Éthiopie et croit en la « réalisation de la réconciliation par le dialogue ». Il a en outre déclaré que la Chine « continuera à jouer un rôle constructif dans les efforts en faveur d'une paix, d'un développement et d'une prospérité durables en Éthiopie »[56].
- Le président djiboutien Ismaïl Omar Guelleh s'est félicité de la nouvelle de l'accord de paix et a félicité les efforts combinés de toutes les personnes impliquées dans la création de « la sécurité, la paix et la prospérité de notre région et de nos frères éthiopiens »[57].
- La France, par l'intermédiaire de son ministère de l'Europe et des Affaires étrangères, a déclaré qu'elle soutenait l'accord, louant "la sagesse et le courage des parties, ouvrant la voie à un dialogue politique", et a exhorté que l'aide humanitaire et les services de base soient mis à la disposition de ceux en ayant besoin dès que possible[58]
- Le porte-parole du ministère des Affaires étrangères iranien, Nasser Kanaani, a salué l'accord de paix, félicitant l'Union africaine et l'Afrique du Sud pour l'avoir organisé avec succès. Il a en outre exprimé l'espoir que cela « conduirait à la stabilité, au développement et à la croissance de Éthiopie et à la paix pour son peuple »[59],[60].
- L'ancienne présidente du Libéria, Ellen Johnson Sirleaf, a salué la nouvelle de l'accord, déclarant : "J'espère que ce sera le premier pas vers une paix durable, fondée sur le dialogue et l'engagement politique"[61].
- L'ambassade de Russie en Éthiopie a déclaré qu'elle se félicitait de l'accord, disant qu'elle espère qu'il « servira de base solide » pour la reconstruction du pays[62].
- Le ministère des Affaires étrangères et de la Coopération internationale (en) sud-soudanais a déclaré que l'accord « signifie une étape capitale vers la paix » et qu'il « se tient aux côtés des signataires » pour travailler à assurer la paix et la prospérité dans la région[63].
- Le président soudanais Mohamed Hamdan Dogolo a déclaré que le Soudan soutenait l'accord et qu'il « salue l'esprit positif qui a prévalu entre les parties »[64].
- La Turquie s'est félicitée de l'accord et a soutenu « l'instauration de la paix et de la tranquillité en Éthiopie[65],[66] ».
- Le ministère des affaires étrangères et de la coopération internationale (en) des Émirats arabes unis a salué la nouvelle d'un accord de paix, louant les efforts de toutes les personnes impliquées et a exprimé son soutien pour permettre l'accès humanitaire dans le pays[67].
- Le ministre du bureau des affaires étrangères et du Commonwealth britannique, James Cleverly, a déclaré que le Royaume-Uni se félicitait de l'accord, déclarant « J'applaudis leur choix de paix et les efforts de médiation de l'Union africaine, de l'Afrique du Sud et du Kenya. Le Royaume-Uni est prêt à soutenir le processus de paix[68] ».
- Le secrétaire d'État américain Antony Blinken a exprimé son soutien à l'accord, déclarant sur Twitter qu'il « félicitait [l'Union africaine] pour ses efforts extraordinaires visant à ramener la paix dans le nord de l'Éthiopie[69] ».
  - Le porte-parole du département d'État, Ned Price (en), a déclaré que l'accord « représente une étape importante vers la paix[40] ».
  - Le porte-parole de la Maison Blanche, Karine Jean-Pierre, a déclaré lors d'une conférence de presse que les Etats-Unis « restent déterminés » à soutenir le processus de paix « pour s'assurer qu'il apporte une paix durable en Ethiopie[33] ».
  - Jim Risch, sénateur républicain et membre de haut rang du comité des affaires étrangères du Sénat des États-Unis, a appelé le président américain Joe Biden à « tenir les dirigeants éthiopiens responsables » et a déclaré, tout en mentionnant l'accord de paix, que la guerre avait empêché des millions de personnes dans la région d'avoir accès à l'aide humanitaire[69].

### Organisations internationales
- Le secrétaire général des Nations unies, António Guterres a salué l'accord et a exhorté « tous les Éthiopiens et la communauté internationale à soutenir la mesure audacieuse prise aujourd'hui[70] ».
  - Le porte-parole du Secrétaire général, Stéphane Dujarric, a déclaré : « C'est vraiment une première étape bienvenue, qui, nous l'espérons, pourra commencer à apporter un peu de réconfort aux millions de civils éthiopiens qui ont vraiment souffert pendant ce conflit[33] ».
- Le directeur général de l'Organisation Mondiale de la Santé (en), Tedros Adhanom Ghebreyesus, a déclaré à propos de l'accord : « la paix est une condition préalable à la santé. Nous saluons l'engagement des parties à œuvrer pour la paix dans le Tigré, en Éthiopie[33] ».
- Le président de la commission de l'Union africaine, Moussa Faki, a déclaré qu'il « félicitait chaleureusement les parties pour avoir signé un accord de cessation des hostilités à la suite de pourparlers facilités par le Groupe de l'UA » et que l'Union africaine « s'engage à continuer d'aider les parties à trouver une paix et une réconciliation durables pour tous[69],[65] »
  - Le directeur par intérim du centre africain de contrôle et de prévention des maladies, Ogwell Ouma, a déclaré que, même s'ils n'étaient pas présents lors de la signature, ils étaient néanmoins ravis d'apprendre le résultat des pourparlers. Ouma a en outre indiqué que « dès que la situation le permettra, nous renverrons nos équipes sur le terrain car il y a beaucoup de problèmes urgents de santé publique à traiter[33] ».
- Le Haut représentant de l'Union pour les affaires étrangères et la politique de sécurité de l'Union européenne, Josep Borrell a déclaré que « de nouvelles négociations sont encouragées pour parvenir à un accord de cessez-le-feu permanent ». Il a également déclaré que « l'UE se tient aux côtés des familles des personnes qui ont été tuées et de celles qui ont été victimes des pires atrocités [de la guerre] », et a exhorté à ce que les auteurs des crimes susmentionnés soient tenus responsables de leurs actes[33].
- Le secrétaire exécutif de l'Autorité intergouvernementale pour le développement, Workneh Gebeyehu, a exprimé sa « profonde satisfaction » à l'issue des pourparlers et a félicité Abiy Ahmed, les équipes de médiation et l'Union africaine pour avoir négocié avec succès un accord de paix[71].
- Le Fonds monétaire international (FMI) s'est félicité de l'accord, le qualifiant « d'étape clé vers le rétablissement d'une paix et d'une stabilité durables[72] ».

- Le directeur d'Oxfam en Éthiopie, Gezahegn Gebrehana, a salué la nouvelle de l'accord, exprimant « l'espoir que les deux parties respecteront leurs engagements respectifs » et donneront un accès humanitaire complet aux agences de secours « pour renouveler leurs approvisionnements et augmenter rapidement l'aide vitale[73] ».